# Zec de Rapides-des-Joachims
Pour localité, voir Rapides-des-Joachims.
La zec de Rapides-des-Joachims est une zone d'exploitation contrôlée (ZEC), située au nord de Rapides-des-Joachims, dans la MRC Pontiac, dans la région de l'Outaouais, au Québec, au Canada.

## Géographie
La zec est un territoire de chasse et de pêche qui est bordé au sud par la rivière Outaouais et à l'ouest par la rivière Dumoine. La zec de Rapides-des-Joachims est bordée du côté est par la zec Saint-Patrice et à l'ouest par la zec Dumoine.
Les principaux lacs de la zec sont: Aberdeen, Aumond, Beauclair, Champagne, Charrette, Croche, D’Eau Morte, De l’Île, De l’Isle-Dieu, De l’Ours, Des Vases, Dontenwill, Du Carcajou, Du Hibou, Du Lièvre, Du Pinceau, Gilibert, Hogan, Klinge, L’Isle-Adam, La Ligne, La Truite, Lernaut, Monredon, Moore, Pehr-Kalm, Penniseault, Poiriot, Prinsac, Rochebrune, Sérien, Solière, Tap et Trout.
La zec met à la disposition des usagers, six terrains de camping (surtout rustiques) sur son territoire: camping Lac du Lièvre, Lac Charette, Lac Croche, de la rivière Dumoine, Lac du Pinceau et Lac Dontenwill.
L'entrée principale de la zec est située du côté sud, près du pont qui enjambe la rivière Outaouais, soit au nord de la municipalité de Rolphton, en Ontario. Ce pont est situé entre la Baie Cotton (en aval) et le lac Mc Connell (en amont). La zec comporte aussi un poste d'accueil au nord de son territoire.

## Chasse et pêche
La chasse est contingentée dans la zec selon les périodes, les engins de chasse utilisés, le sexe des bêtes abattus (original) pour les espèces suivantes : orignal, ours noir, cerf de Virginie et lièvre.
La pêche est contingentée dans la zec en termes de limite de prise et de possession pour les espèces suivantes : omble de fontaine, touladi, moulac, perchaude, maskinongé, brochet, doré, achigan et corégone.